# Кілейкаси
Кілейка́си (рос. Килейкасы, чув. Кĕлĕйкасси Туçа) — присілок у складі Цівільського району Чувашії, Росія. Входить до складу Конарського сільського поселення.
Населення — 194 особи (2010; 182 у 2002).
Національний склад:
- чуваші — 99 %